# Ferdinand Fabra
Ferdinand Fabra (* 8. Oktober 1906 in Geseke; † 22. Dezember 2007 in Hamburg) war ein deutscher Fußballtrainer. Er wurde 1939 Reichsbundpokalsieger mit Schlesien.

## Biographie
Ferdinand Fabra wuchs in Lippstadt auf, dort machte er 1926 sein Abitur an der Ostendorfschule in Lippstadt und studierte später Sport in Berlin. Fabras Karriere als Spieler war eher unauffällig (u. a. 1927/28 bei BFC Preussen während seines Studiums in Berlin). In den Jahren 1935 und 1936 war er Assistent des Reichstrainers Otto Nerz. 1936 und 1937, also auch während der Olympischen Spiele in Berlin, war Ferdinand Fabra bei neun Spielen Nationaltrainer Finnlands.
Er war 1946/47 und 1947/48 der erste „echte“ Dortmunder, der Borussia Dortmund trainierte. 1947 wurde seine Mannschaft westfälischer Meister. 1948 wurden die Borussen westdeutscher Meister und wiederholten diesen Erfolg im darauffolgenden Jahre. Am 1. August 1948 wurde Fabra dann vom Wiener Trainer Edy Havlicek abgelöst und der BVB startete in die zweite Saison der Oberliga West. 1950 übernahm er mit einem Zwei-Jahres-Vertrag ausgestattet als Nachfolger von Willi Multhaup den Trainerposten bei Preußen Münster. Nachdem die Mannschaft mit dem sogenannten „100.000-Mark-Sturm“ rund um Siegfried Rachuba, Fiffi Gerritzen, Adi Preißler, Rudi Schulz und Jupp Lammers die Oberliga-Tabelle 1950/51 lange Zeit angeführt hatte, aber am letzten Spieltag nach einer 0:4-Niederlage beim 1. FC Köln vom FC Schalke 04 überrundet worden war, holte der Klub Multhaup für die Meisterschaftsendrunde zurück. Unter dessen Leitung gelang der Endspieleinzug, der trotz zwischenzeitlicher Führung gegen den 1. FC Kaiserslautern nach einer 1:2-Niederlage in der Vizemeisterschaft endete.
Zwischen Juli 1951 und Februar 1952 war Ferdinand Fabra der Trainer des Weltmeisters von 1954 Karl Mai bei der SpVgg Fürth, anschließend kehrte er als Trainer des Wuppertaler SV wieder in den Westen Deutschlands zurück.
Nach seiner Laufbahn im Bereich Fußball war Ferdinand Fabra von 1954 bis 1978 Lehrer am Ostendorf-Gymnasium in Lippstadt. Bis zu seinem Tod lebte er bei seinem Sohn in Hamburg.
Fabra war begeisterter Schachspieler. Im Rahmen der Dortmunder Schachtage wird seit 2008 alljährlich der Ferdinand-Fabra-Preis für herausragende Dortmunder Nachwuchsspieler verliehen.

## Titel als Trainer
- Reichsbundpokalsieger 1939 (Gau-Auswahl Schlesien)
- Westfalenmeister 1947 (Borussia Dortmund)
- Westdeutscher Meister 1948 (Borussia Dortmund)

## Trainerstationen
- VfB Coburg: 1930 bis 31. Dezember 1931 als Spielertrainer
- Holstein Kiel
- Eintracht Braunschweig: ab 1933
- DFB (Reichsfachamt Fußball): Assistent des Reichstrainers Otto Nerz 1935 und 1936
- Nationalmannschaft Finnland: 30. Juni 1936 bis 29. Juni 1937
  - 8 Spiele (1-1-6): 1 Sieg 2:0 gegen Norwegen am 6. September 1936 in Oslo
- Verbandstrainer Württemberg: 1937
- Verbandstrainer Schlesien: 1938 und 1939
  - Reichsbundpokal Endspiel 1939: Schlesien–Bayern 2:1 am 5. März 1939 in Dresden, 40.000 Zuschauer
  - Viertelfinal-Spiel: Schlesien–Ostmark (Österreich) 4:1 am 22. Januar 1939 in Hindenburg, 25.000 Zuschauer
- Trainer der Uni-Mannschaft der Schlesische Friedrich-Wilhelms-Universität zu Breslau: 1939 bis 1945
- VfL Geseke, Borussia Lippstadt, SuS Menden, VfR Marsberg: 1945 bis 1946
- Wolfenbütteler SV: Herbst 1946 bis März 1947
- Borussia Dortmund: März 1947 bis 30. Juli 1948
- Borussia Neunkirchen: Oktober 1948 bis 1950
- Preußen Münster: 1950 bis April 1951
- SpVgg Fürth: Juli 1951 bis Februar 1952
- Wuppertaler SV: 1952 bis 1953

- WM-Qualifikationsspiele als Nationaltrainer Finnlands:
  - 16. Juni 1937: Schweden–Finnland 4:0
  - 29. Juni 1937: Finnland–Deutschland 0:2

- Olympische Sommerspiele 1936 als Nationaltrainer Finnlands:
  - 4. August 1936: Peru–Finnland 7:3